# تن (مغني)
تن هو مغني تايلندي ينشط في كوريا الجنوبية وعضو في فرقة سوبر إم،ولد في 27 فبراير 1996.